# Jean-Charles Rielle

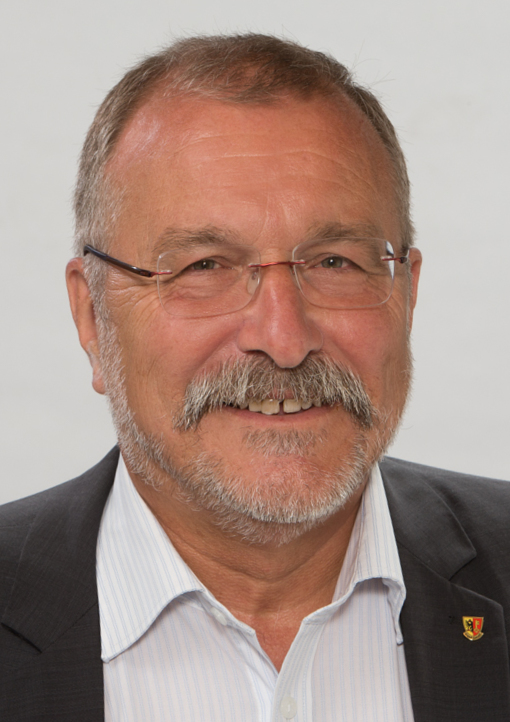
Jean-Charles Rielle, 2017.

Jean-Charles Rielle (* 13. August 1952 in Lausanne, heimatberechtigt in Grimisuat und Sion) ist ein Schweizer Politiker (SP).

## Biografie
Jean-Charles Rielle war von Juni 1995 bis November 2000 und von Juni 2003 bis Dezember 2007 Stadtrat von Genf. Bei den Schweizer Parlamentswahlen 2007 wurde er von der Wahlbevölkerung des Kantons Genf in den Nationalrat gewählt. Dort gehörte er zuerst der Sicherheitspolitischen Kommission und später der Kommissionen für soziale Sicherheit und Gesundheit an. Im Dezember 2011 schied er aus der grossen Kammer aus.
Der Arzt ist mit Laurence Fehlmann Rielle verheiratet und Vater eines Kindes.